# Руква (регион)
Руква е един от 26-те региона на Танзания. Разположен е в западната част на страната и граничи със Замбия и Демократична република Конго, като границата с Демократична република Конго е формирана от езерото Танганика. Площта на региона е 68 635 км². Населението му е 1 004 539 жители (по преброяване от август 2012 г.). Столица на региона е град Сумбауанга.
В региона, на 4471 км², е разположен Националният парк Катави, третият по големина национален парк в Танзания.

## Окръзи
Регион Руква е разделен на 4 окръга: Мпанда, Нканси, Сумбауанга - градски и Сумбауанга - селски.